# Hemmerichs slott
Hemmerichs slott är en slottsruin i stadsdelen Hemmerich i staden Bornheim, i Rhein-Sieg-Kreis, i Nordrhein-Westfalen.

## Historia
Slottet var byggt på en romersk ruin och nämns först år 1210 under namnet Hemberg och blev säte för den tysk-romerska riddaren Albero von Hemberg, som var del av en inflytelserik adelsfamilj. År 1392 blev slottet "Öffenhaus" för ärkebiskopen av Köln, Friedrich von Saarwerden, då riddaren Werner von Bachem avsade sig titeln som "Erbkämmerer", till förmån för sin svärson Pawin von Hemberg, ättling till Albero von Hemberg, gift med Sophia von Bachem. År 1468 gick titeln "Erbkämmerer", samt slottet Hemmerich över till ätten von Aldenbrück, som gick under namnet Velbrück, genom äktenskap. Då den sista manliga arvtagaren i familjen, Johann von Velbrück, dog år 1611, övergick slottet Hemmerich i Gumprecht von Gevertzhans ägo, som var gift med Anna von Velbrück, dotter till Johann. Följande skedde flera ägarbyten; år 1677 till Johann von Francken-Sierstorff, år 1705 till Caspar von und zum Pütz, och slutligen år 1825 till Baron Carl von Nordeck. Slottet fick sin rokokostil efter en ombyggnad skedde mellan åren 1729-1733.
Hemmerich blev förstört efter två bränder år 1869 och 1906. Dock byggdes en ny herrgård upp efter ritningar av arkitekten Wilhelm Mörner, i nyrenässans stil, av Carl von Nordecks son, Rudolph. En tredje brand drabbade huset år 1945, startad av avskedade arbetare under andra världskriget, och kvar stod endast en ruin, som inte längre var passande som säte åt den friherrliga ätten von Nordeck. Den siste ägaren i familjen blev Hunold von Nordeck, och ruinen ägs idag av familjen Stollenwerk. 

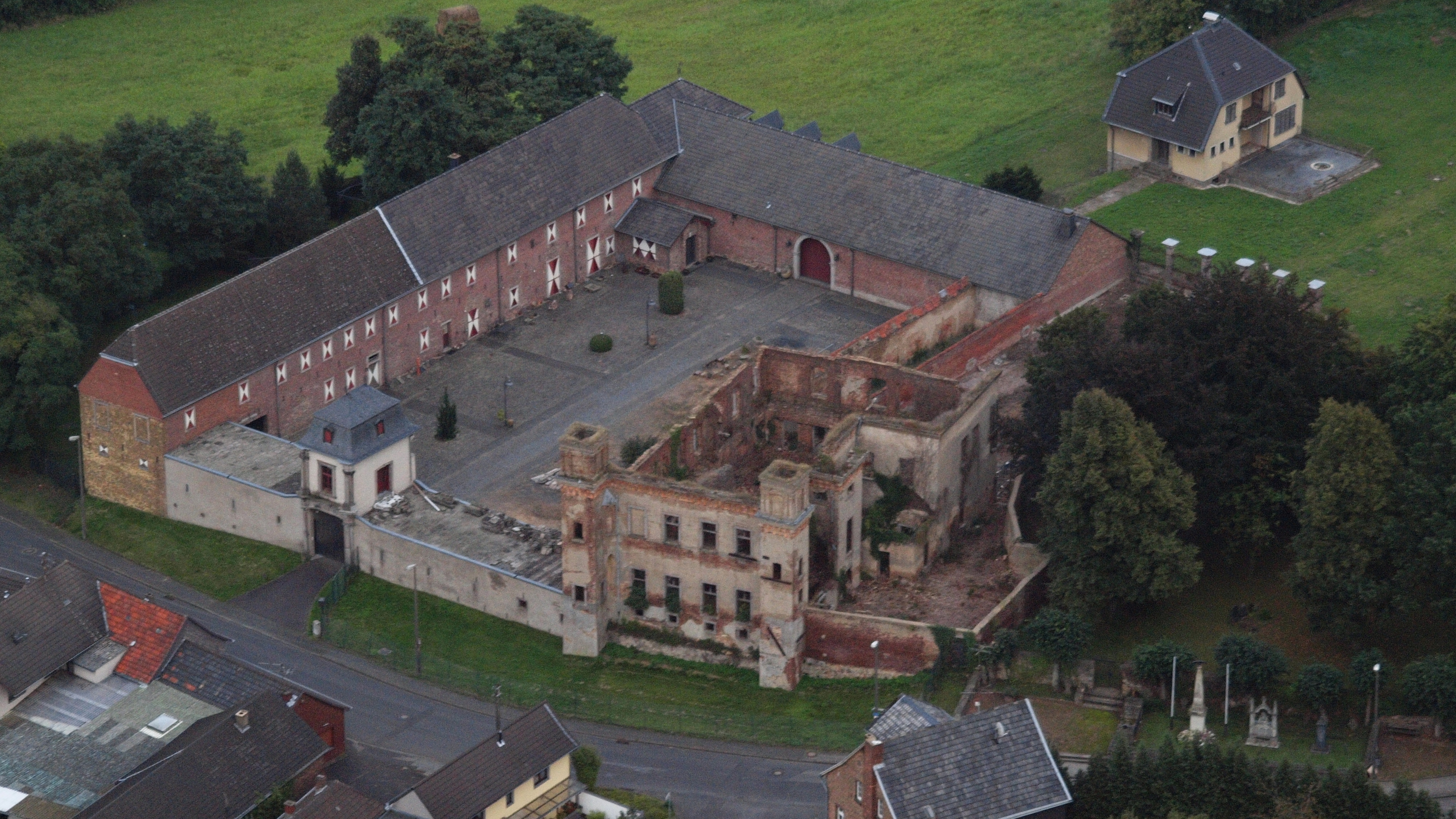
Flygfoto av Hemmerichs slottruiner
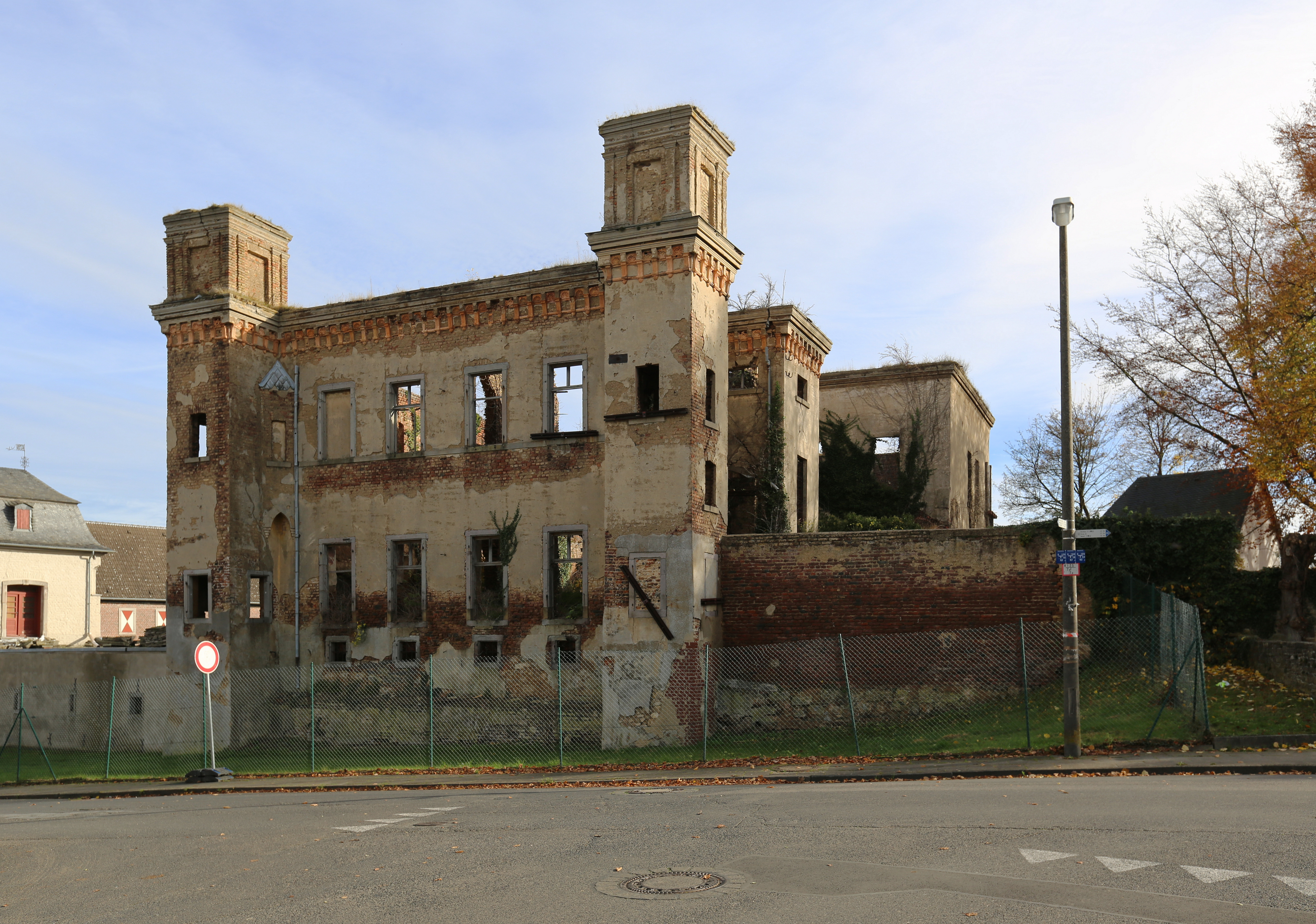
Hemmerichs slottsruin